# Gone (Michael Grant)
Gone è un romanzo dello scrittore statunitense Michael Grant del 2008. È il primo romanzo della serie omonima.

## Trama
Perdido Beach, California. Improvvisamente tutti gli adulti ed i ragazzi sopra i 15 anni spariscono senza che nessuno riesca a elaborare una spiegazione razionale in proposito. I bambini ed i ragazzi rimasti si ritrovano a dover fare i conti con la vita di tutti i giorni senza il supporto degli adulti.
A complicare il tutto, una barriera - il cui contatto provoca dolore e, se prolungato, morte - che circonda la città ed i territori circostanti formando un cerchio perfetto, con al proprio centro la centrale nucleare, unica fonte di sostentamento ed energia della città. La zona viene soprannominata "FAYZ": Fallout Alley Youth Zone.
Inizialmente, nella confusione, i ragazzi si riuniscono in gruppi, poi - grazie anche all'intervento di alcuni ragazzi della Coates Academy, coordinati da Caine Soren, l'accademia prestigiosa sita nei pressi della città in cui vengono inviati i figli delle famiglie agiate con problemi comportamentali - formano una vera e propria società in cui tutti i compiti vengono divisi (c'è chi si occupa dei bambini, chi gestisce la sede dei vigili del fuoco, chi cerca di coordinare un'infermeria). Ma i ragazzi non sono ancora in grado di gestire una società alla maniera degli adulti, e spesso si lasciano trasportare dalla situazione. Il gruppo di controllo coordinato dallo sceriffo Drake, per esempio, arriva ad uccidere per sbaglio una delle ragazze.
In aggiunta, nella FAYZ iniziano ad avvenire strane "mutazioni" che colpiscono alcuni ragazzi, dotandoli di poteri soprannaturali, ma anche gli animali.
Tutto precipita quando i ragazzi scoprono che, al compimento del 15 anni, si scompare esattamente come era successo per gli adulti, e quando il gruppo di governo della Coates Academy svela le sue reali intenzioni: controllare tutto con la violenza soddisfando la sete di potere dei suoi membri più importanti. Ad aggiungersi alla già complicata situazione, una misteriosa ombra che sembra controllare tutta la parte malvagia della FAYZ.

## Personaggi principali
Sam TempleQuattordici anni, è il personaggio principale, surfista molto bravo, sembra essere un leader naturale ma non gli piacciono le responsabilità e le aspettative che tutti ripongono in lui. Sam ha il potere, che si mostra attraverso la capacità di emettere lampi dalle sue mani ogni volta che è in preda al panico o è arrabbiato. Ha una cotta per Astrid Ellison e il suo migliore amico è Quinn Gaither.
Astrid EllisonDetta il genio, è la ragazza più intelligente della scuola e, forse, di tutta Perdido Beach. Dotata di un misterioso potere ancora tutto da scoprire.
Peter "Pe-tardato" EllisonIl fratello autistico di Astrid. Ha 4 anni e il potere di teletrasportarsi in altri luoghi. Sam e Astrid scoprono che lui è il responsabile di molte sparizioni.
Quinn GaitheIl migliore amico di Sam. Quinn è un surfista e pur essendo più grande e apparentemente più forte di Sam, non è mentalmente in grado di gestire gli eventi devastanti. È molto fragile e non esita a vendere i suoi amici per salvare se stesso. Nonostante ciò, egli dimostra di essere utile in molte situazioni.
Edilio EscobarIl nuovo ragazzo a scuola, che dimostra subito il suo valore nel FAYZ. Litiga sempre con Quinn (Quinn scherza sempre sul fatto che Edilio è ispanico). È responsabile della sepoltura dei cadaveri.
Lana Arwen LazarLana era in macchina con il nonno e il suo cane Patrick quando lui è scomparso. Il camion è precipitato lungo un dirupo e lei non riesce a muoversi, ma scopre ben presto che ha il potere di guarire sé stessa e gli altri con il suo tocco. Lana e Patrick si rifugiano in una capanna abbandonata di un eremita, mentre sono fuori nel deserto e durante questo tempo, Lana scopre che i coyote possono in qualche modo parlare. La prendono in ostaggio, dicendole che ha bisogno di insegnare loro ad uccidere perché questo è quello che l'Oscurità ordina. Ha il potere di guarire le ferite con il solo tocco delle mani.
Charles "Orc" MerrimanIl bullo locale che terrorizzava Perdido Beach e aveva assunto il comando della FAYZ fino all'arrivo di Caine. Uccide accidentalmente una ragazza di nome Bette e si ritira a casa sua, stordendosi con la birra cercando di dimenticare quello che ha fatto. Il suo braccio destro, Howard, si prende cura di lui. Dopo essere stato aggredito e ferito a morte dai coyote, inizia a trasformarsi in una sorta di bestia.
Caine SorenUn ragazzo dalla Coates Academy. Bello, persuasivo e ambizioso, non si ferma davanti a nulla pur di ottenere il potere. Possiede il potere della telecinesi, è in grado di distruggere i muri o sollevare cose e persone in aria, ma sceglie di usare questa capacità solo quando ne ha bisogno; ha inoltre il vizio di mordersi il pollice. È innamorato di Diana, anche se lei liquida i suoi sentimenti come una semplice cotta.
Diana LadrisUna ragazza dalla Coates Academy, assistente di Caine, con il potere di leggere il livello di potenza degli altri ragazzi e bambini. Lei descrive questa capacità come il display di un telefono cellulare sul quale il potere è rappresentato sotto forma di tacche. La persona più potente che abbia mai letto era piccolo Pete, fratello Astrid; lei lo descrive come un essere "con sette tacche". Caine è innamorato di lei, e molti ragazzi nel corso del libro notano quanto sia bella.
Drake MerwinSi occupa del "lavoro sporco" di Caine. Drake ha spesso con sé una pistola ed è pronto a usarla, se necessario. Sadico, più volte indicato come psicopatico in tutto il romanzo, gli piace di infliggere dolore e uccidere i bambini della FAYZ. Il suo braccio viene bruciato da Sam nel bel mezzo del romanzo e l'Oscurità gli concede un tentacolo rosso al posto di esso, che usa come arma per torturare e uccidere i giovani, guadagnandosi il soprannome di "Mani di frusta" dai Coyotes.

## Edizioni
- Michael Grant, Gone, collana Rizzoli Narrativa, traduzione di Alessandro Mari e Mariella Martucci, Rizzoli, 2009, ISBN 978-88-17-03080-9.